# Ерденис Гурища
Ерденис Гурища (на албански: Erdenis Gurishta) е албански футболист, който играе на поста десен бек. Състезател на Влазния.

## Кариера
Гурища е бивш играч на Велечику Коплик и Влазния. 
На 21 юни 2023 г. албанецът е обявен за ново попълнение на софийския ЦСКА 1948. Дебютира на 15 юли при победата с 2:1 като гост на Левски (София).

## Национална кариера
На 26 октомври 2022 г. Ерденис дебютира в приятелска среща за националния отбор на Албания при равенството 1:1 като гост на националния отбор на Саудитска Арабия.

## Успехи
Влазния
- Купа на Албания (2): 2021, 2022